# HD 137388
HD 137388 — звезда в созвездии Райской Птицы. Находится на расстоянии около 123 световых лет от Солнца. Вокруг звезды обращается, как минимум, одна планета.

## Характеристики
HD 137388 представляет собой оранжевый субгигант 8,08 видимой звёздной величины. Впервые упоминается в каталоге Генри Дрейпера, составленном в начале XX века. Масса звезды равна 87% массы Солнца, а радиус — 85% солнечного. Температура поверхности HD 137388 составляет приблизительно 5183 кельвинов; светимость равна 46% солнечной светимости. Возраст звезды оценивается приблизительно в 7,3 миллиарда лет.

## Планетная система
В 2011 году группой астрономов, работающих со спектрографом HARPS, было объявленооб открытии планеты HD 137388 b в системе. Это газовый гигант, имеющий массу, приблизительно равную массе Сатурна. Планета обращается на расстоянии 0,89 а.е. от родительской звезды. Год на ней длится около 330 суток. Расстояние между планетой и звездой меняется от 0,57 а.е. в перицентре до 1,21 а.е в апоцентре. Открытие HD 137388 b было совершено методом доплеровской спектроскопии.